# ليسوم كمبودي
ليسوم كمبودي (الاسم العلمي: Illicium cambodianum) هو نوع نباتي يتبع جنس الليسوم من فصيلة الشزندرية.